# Dominic Benhura
Dominic Benhura (* 1968 in Murewa) ist ein Künstler aus Simbabwe. Internationale Bekanntheit erlangte er als Bildhauer.

## Leben
Dominic Benhura wuchs bei seiner Mutter ohne Vater in Murewa auf. Dort besuchte er die Grundschule mit guten Ergebnissen. Daraufhin holte ihn sein Onkel Sekuru Gutsa nach Tafara, einem Vorort von Harare, wo er eine höhere Schule besuchen konnte und mit der Bildhauerei in Verbindung kam. In seiner künstlerischen Entwicklung wurde er hier durch seinen Cousin Tapfuma Gutsa, einen bekannten Bildhauer des Landes, beeinflusst. In seiner Jugend wirkte er bereits am Chapungu Sculpture Park in Harare, der zum Chapungu Sculpture Centre gehört.
Seine künstlerische Entwicklung ist mit einer großen Vielfalt an Motiven verbunden. Unter seinen Motiven finden sich Bäume, Reptilien und andere Pflanzen und Tiere sowie Kompositionen, die Emotionen ohne ein menschliches Antlitz ausdrücken. Sein bildhauerisches Wirken liegt in den Traditionen der Shona-Skulpturen. Diese basieren auf der Verarbeitung einiger regional vorkommender Silikatgesteine (Speckstein, Serpentinit, Grünschieferfazies), die im südlichen Afrika mitunter als Verdite bezeichnet werden.
Internationale Auftritte hatte er bei Workshops in Australien, Belgien, Botswana, Dänemark, Deutschland, den Niederlanden und den Vereinigten Staaten.
Dominic Benhura arbeitet mit Naturstein und Metall und ist in Simbabwe ein bekannter Künstler, der sich heute auch mit der Ausbildung von Nachwuchs befasst. Am 27. Dezember 2007 übernahm er die Leitung der Tengenenge Art Community von ihrem Gründer Tom Blomefield.

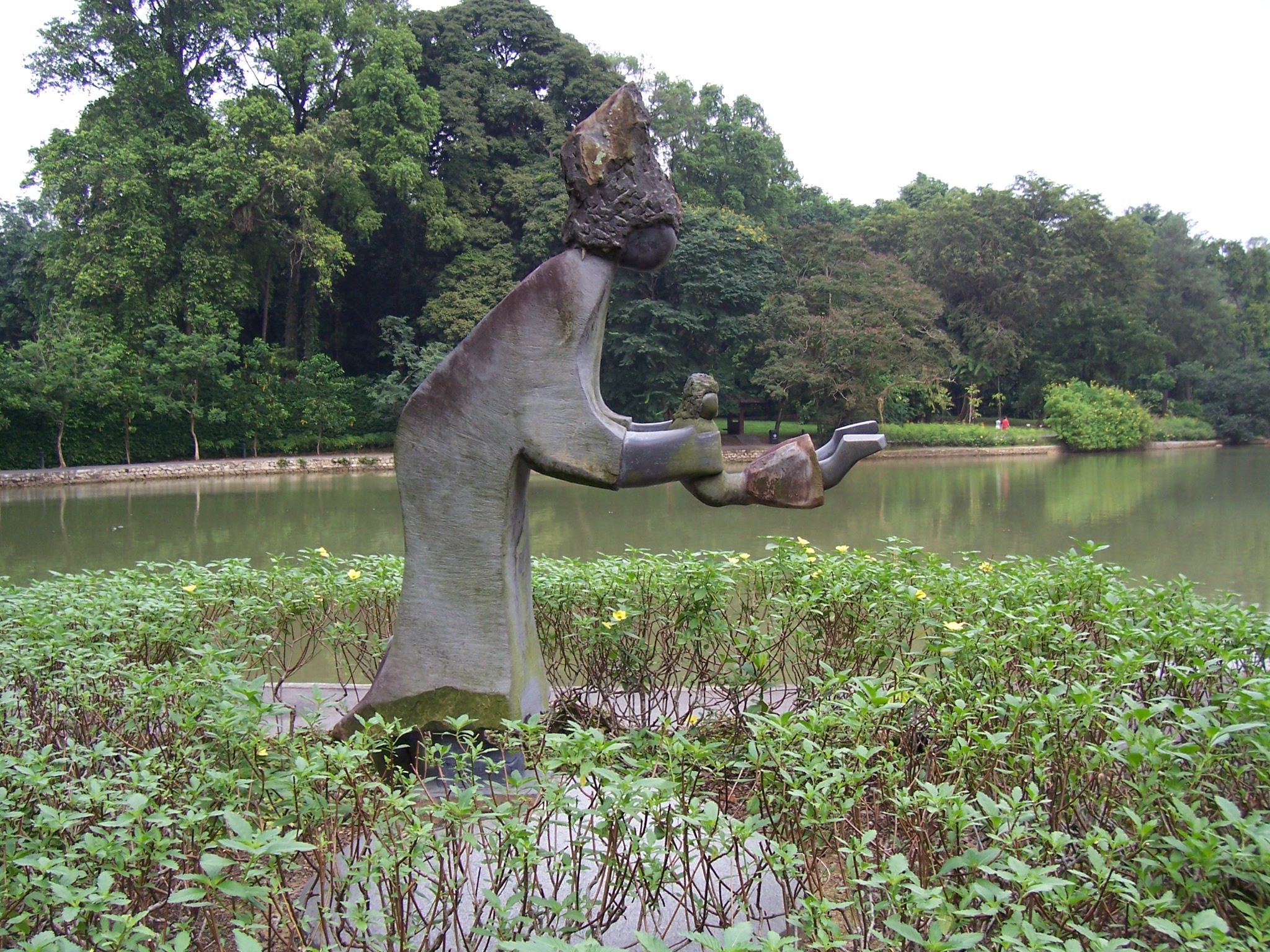
Swing Me Mama, Statue im Botanischen Garten Singapur (1995)
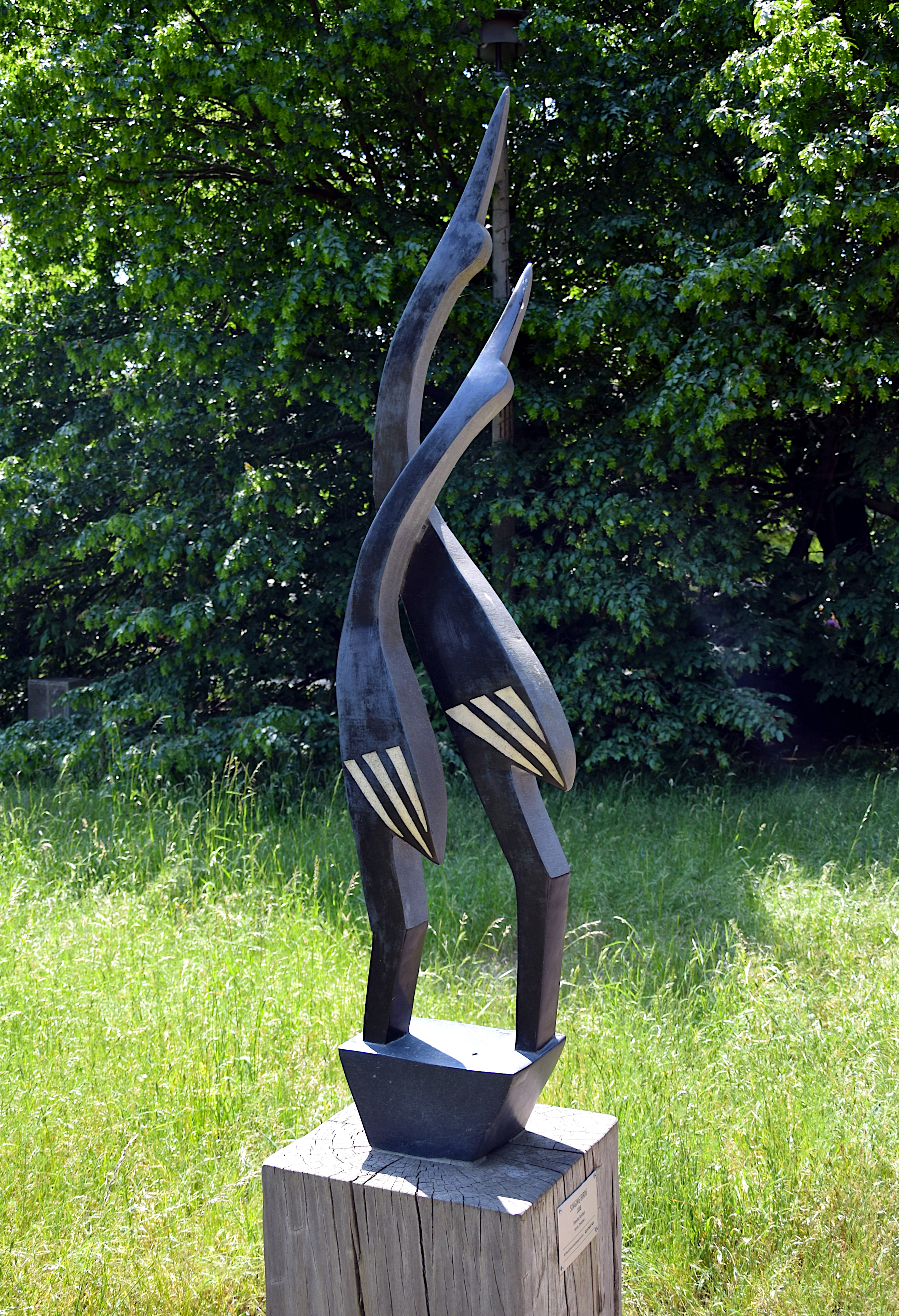
Singing Birds, Statue im Tierpark Berlin (2008)